# Friedrich Adolf Meckelburg
Friedrich Adolf Meckelburg (* 13. Juni 1809 in Königsberg; † 12. April 1881 ebenda) war ein deutscher Archivar.

## Leben
Adolf Meckelburg wurde von Johannes Voigt in das Archivwesen und in das Archiv des deutschen Ritterordens eingeführt. Er arbeitete mit ihm den „Namenkodex der deutschen Ordensbeamten“ (1843), zu dem Voigt die Einleitung schrieb, ein Werk das ungemeinen Nutzen gebracht hat, dann einen vollständigen Index zu Voigts neun Bänden Preussischer Geschichte, der ungedruckt blieb, weil der Verleger einen Auszug daraus dem neunten Bande beigeben wollte.
Erst im vierzigsten Lebensjahre erhielt Meckelburg eine Anstellung in dem Archive, dessen Schätze ihn schon seit Beendigung der Studienjahre beschäftigt hatten und das die reichen Früchte seines ordnenden Fleißes noch lange gemessen wird. Dieser Fleiß, den eine sehr solide Gesundheit begünstigte, musste sich aber gleichzeitig noch auf andere Gebiete erstrecken. Meckelburg hatte auch die Königsberger Stadtbibliothek lange Jahre verwaltet und mit einem neuen Katalog beschenkt, den er nicht völlig zu Ende führen konnte.
Er hatte die Altertumsgesellschaft „Prussia“ mit Ernst August Hagen, Bartisius und W. Hensche im Jahre 1844 nicht bloß gestiftet, sondern auch unterstützt und ist bis zuletzt Sekretär dieses Vereins geblieben, der in manchem vorbildlich für später gegründete gewirkt hat. Besonders beteiligte sich Meckelburg bei der Zeitschrift desselben, den „Preussischen Provinzialblättern“ (35 Bde. 1846–1865) mit archivalischen und literarischen Publikationen, auch mit Beiträgen eigener Forschung. An diese Zeitschrift lehnten sich die ersten Drucke einiger Historiographen (Johannes Freiberg, Balthasar Gans), die Meckelburg dann in den „Königsberger Chroniken aus der Zeit des Herzogs Albrecht“ mit anderem 1865 wiederholte; ferner die Drucklegung von Georg Christoph Pisanskis „Preussischer Literärgeschichte“ (1853), die indessen unvollendet blieb; ferner die Herausgabe der „Adelsmatrikel für die Provinz Preussen“ (1857), eine Zusammenfassung einer Reihe von Aufsätzen zum gleichen Thema, die er zuvor in den Neuen Preußischen Provinzialk-Blättern veröffentlicht hatte.
Nach Voigts Tode (1861) wurde Meckelburg Vorstand des Archivs zu Königsberg und durch dessen wachsende Geschäftslast genötigt sich von mancher Arbeit loszusagen. Seit der Stiftung des historischen Vereins für Preussen 1872 hat er in diesem als Vorstandsmitglied gewirkt. 1874 zog er sich aus den amtlichen Stellungen zurück, da er Gesundheit und Festigkeit des Gedächtnisses schwinden fühlte, das mit unschätzbarer Treue die lokalen Erinnerungen bewahrt hatte. Aber stetigen Fleiß gewohnt ruhte er dennoch nicht. Bis in die letzten Lebensjahre beschäftigten ihn eine vervollständigte Ausgabe seines „Namenskodex der deutschen Ordensbeamten“ und Arbeiten zu Pisanskis Literärgeschichte.
Meckelburg war Mitglied des Vereins für Familienforschung in Ost- und Westpreußen.

## Werke (Auszug)
- Geschichte der Buchdruckereien in Königsberg, 1840.
- Preussische Chronik, 1848.
- Beitrag zur Geschichte der Kirche in Quednau. In: Neue Preußische Provinzial-Blätter. Band 4, Königsberg 1853, S. 1–4.
- Entwurf der preussischen Litterärgeschichte, 1853.
- Entwurf einer Matrikel des Adels in der Provinz Preußen. Nach archivalischen und anderen Quellen. In: Neue Preußische Provinzial-Blätter. AF,  Band 5, Königsberg 1854, S. 255–266; Band 7, Königsberg 1855,   S. 67–75  und   S. 292–300.
- Entwurf einer Adels-matrikel für die Provinz Preußen nach archivalischen und anderen Quellen, 1857.
- Die Königsberger Chroniken aus der Zeit des Herzogs Albrecht, 1865.

als Herausgeber
- Newe Zeitung, 1521. Nach Abschriften im Kgl. Archiv zu Königsberg zum ersten Mal herausgegeben. In: Neue Preußische Provinzial-Blätter. Band 3, Königsberg 1863,  S. 134–152.